# Predny Čebrať
Predný Čebrať (954 m n.p.m.) – niższy, południowo-wschodni szczyt masywu Čebraťu w północnej części Wielkiej Fatry na Słowacji. Do końca lat 70. XX w. masyw był zaliczany do Gór Choczańskich. 

## Położenie
Masyw Čebraťu wznosi się w tzw. Szypskiej Fatrze – tej części Wielkiej Fatry, która leży już po północnej stronie doliny Wagu. Do Wagu opadają południowo-zachodnie i południowe stoki Prednego Čebraťu. Bezpośrednio między korytem Wagu a podnóżami Prednego Čebraťu znajdują się zabudowania miasta Rużomberk. Północno-wschodnie stoki szczytu Predný Čebrať opadają do doliny potoku Likavka, u ich podnóży znajdują się zabudowania miejscowości Likavka.

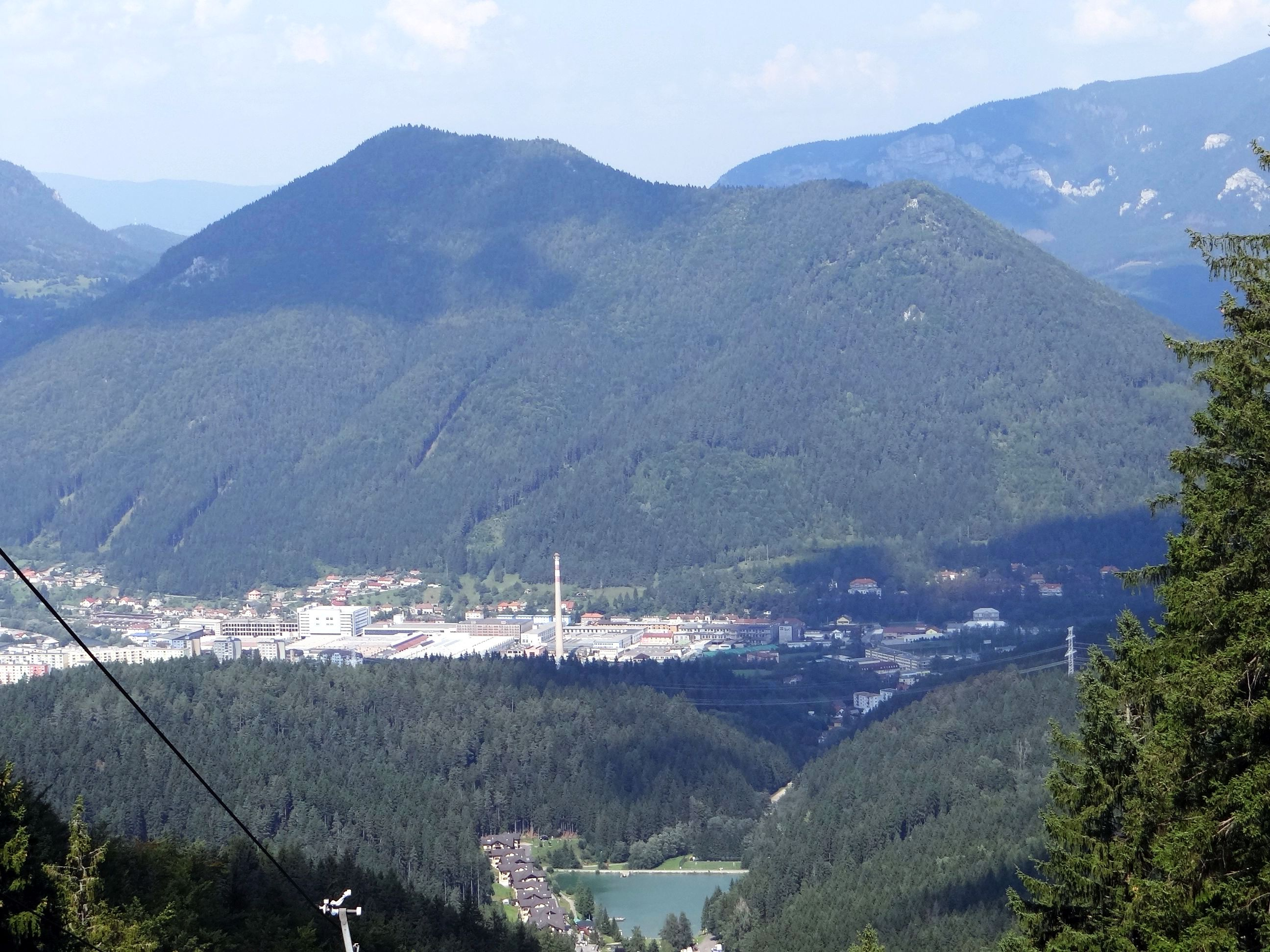
Widok na Čebrať z górnej stacji wyciągu narciarskiego Skipark Ružomberok
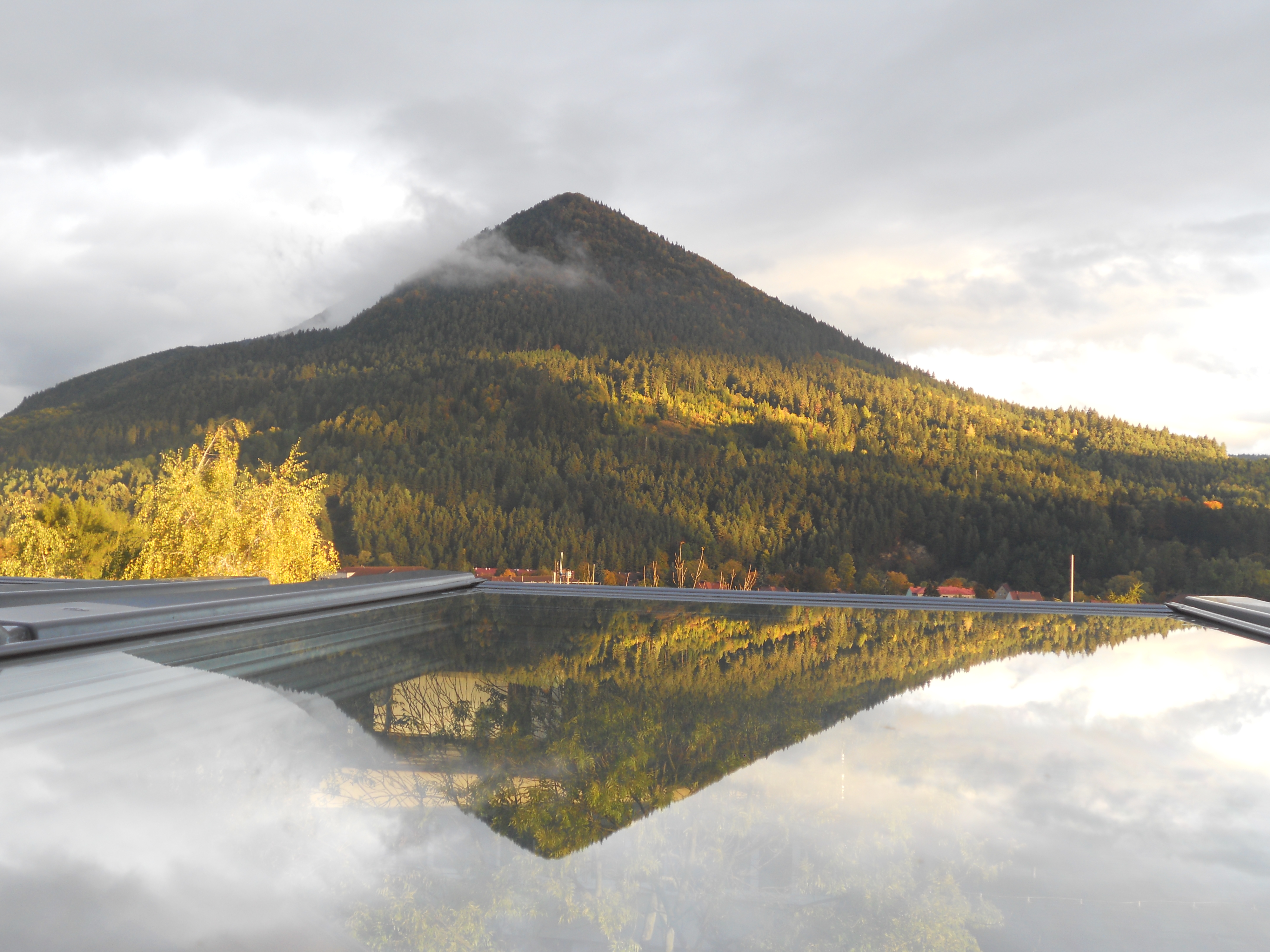
Predný Čebrať od południowej strony
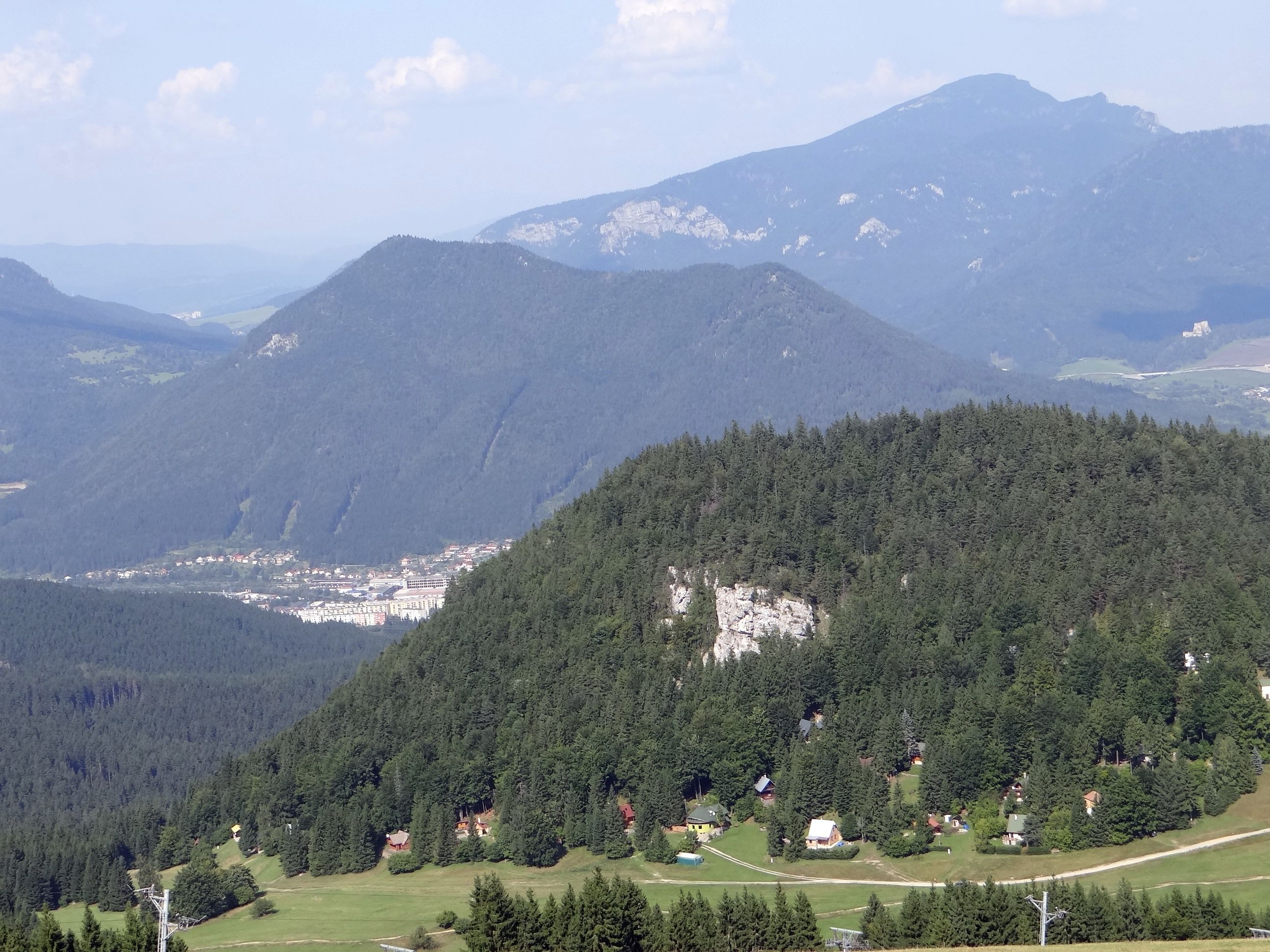
Widok z Malinnégo. Nad Čebraťem Wielki Chocz

## Opis szczytu
Podstawę masywu Čebraťu budują stosunkowo mało odporne margle, margliste wapienie i margliste łupki pochodzące z dolnej i środkowej kredy, zaliczane do płaszczowiny kriżniańskiej. Górne partie masywu to wielki ostaniec, zbudowany z ciemnoszarych wapieni i dolomitów pochodzących ze środkowego triasu. Zaliczane są do płaszczowiny choczańskiej. Stoki Prednego Čebraťu są strome (zwłaszcza północno-wschodnie). W stoki te poniżej przełęczy oddzielającej dwa wierzchołki Čebraťu wcina się żlebowata dolinka. Jej dolną częścią spływa niewielki potok zasilający Likavkę. 
Cały szczyt porośnięty jest świerkowym lasem, ale na stokach, szczególnie północno-wschodnich znajduje się wiele wychodni.
Predný Čebrať znajduje się poza granicami Parku Narodowego Wielka Fatra, nie znajduje się także w jego otulinie.

## Turystyka
Na Predný Čebrať wiedzie zielono znakowany szlak turystyczny z Rużomberku. Wierzchołek ten jest często odwiedzany z uwagi na rozległy widok, roztaczający się z wieńczącej go niewielkiej wychodni skalnej. Obejmuje on zachodnią część Kotliny Liptowskiej (tzw. Dolny Liptów), Wielką Fatrę, Małą Fatrę, Tatry Zachodnie i Niżne.
  Rużomberk – Predný Čebrať. Odległość 3,6 km, suma podejść 470 m, czas przejścia 1:20 h (z powrotem 1:10 h).